# Малиновка (приток Сайменского канала)
Малиновка (в среднем течении Чёрная, в Финляндии Мустайоки фин. Mustajoki) — река в России и Финляндии. Российская часть протекает по территории Выборгского района Ленинградской области. Длина российской части — 22 км, площадь водосборного бассейна — 139 км².

## Течение
Берёт начало на территории Финляндии, из озера Кархусъярви. Высота истока — 59,3 м над уровнем моря. Устье реки находится в 4,4 км по правому берегу Сайменского канала, проходящего через водоём Новинский залив.
В 19 км от устья, по левому берегу реки впадает река Соскуанйоки.

## Данные водного реестра
По данным государственного водного реестра России, относится к Балтийскому бассейновому округу, водохозяйственный участок реки — реки и озёра бассейна Финского залива от границы РФ с Финляндией до северной границы бассейна р. Нева, речной подбассейн реки — Нева и реки бассейна Ладожского озера (без подбассейна Свирь и Волхов, российская часть бассейнов). Относится к речному бассейну реки Нева (включая бассейны рек Онежского и Ладожского озера).
Код объекта в государственном водном реестре — 01040300512102000008096.